# La Guerre des cookies
La Guerre des cookies (Smart Cookies) est un téléfilm canadien réalisé par Robert Iscove, diffusé aux États-Unis le 18 août 2012 sur Hallmark Channel.

## Fiche technique
- Titre original : Smart Cookies
- Réalisation : Robert Iscove
- Scénario : Kelli Pryor, Tippi Dobrofsky et Neal H. Dobrofsky
- Photographie : Adam Sliwinski
- Musique : Graeme Coleman
- Pays : Canada
- Durée : 86 minutes

## Distribution
- Bailee Madison (VF : Camille Donda) : Daisy Royce
- Ty Olsson (VF : Gilles Morvan) : Tom Royce
- Jessalyn Gilsig (VF : Rafaèle Moutier) : Julie Sterling
- Patricia Richardson (VF : Annie Sinigalia) : Lola
- Samantha Ferris (VF : Josiane Pinson) : Hazel Hillburn
- Claire Corlett (en) : Francine « Frank » Mabel
- Melody B. Choi : Paris
- Colin Lawrence (VF : Frantz Confiac) : Troy
- Michelle Creber : Mattie
- Claudette Mink : Erica
- Britt Irvin (VF : Barbara Beretta) : Paige
- Tobias Slezak : Brad
- Maddy Yanko : Emma